# Nervión
Nervión (bask. Nerbioi) – rzeka na Półwyspie Iberyjskim, płynąca przez północną Hiszpanię i uchodząca do Zatoki Biskajskiej.
Źródła znajdują się na granicy prowincji Burgos i Araba, na północnych stokach Gór Kantabryjskich w paśmie Sierra de Guillarte, na wysokości około 850 m n.p.m. Kilka kilometrów od źródeł, już na obszarze gór Sierra Salvada znajduje się uskok, z którego rzeka spada w postaci 270-metrowego wodospadu, a następnie kontynuuje swój bieg głęboko wciętą doliną Délica w kierunku północno-wschodnim, wpływając do prowincji Vizcaya w pobliżu miasta Orduña. W mieście Basauri łączy się z rzeką Ibaizabal (rzeki i przepływ podobnej wielkości), tworząc w ten sposób jedną rzekę pod nazwą Ria de Bilbao lub Nervión-Ibaizabal. Razem dzielą aglomerację Bilbao (Gran Bilbao) na dwie części. Po pokonaniu 72 km rzeka uchodzi do Zatoki Biskajskiej pomiędzy miastami Portugalete i Getxo. Pływy morskie docierają do 15 km w głąb lądu, osiągając rejon starego miasta Bilbao.
Główne dopływy:
- prawe: Zuncuela (potok), Altube, Orozco, Ceberio (Zeberio), Zollo (strumień), Azpiunza (strumień), Ibaizabal
- lewe: Ledaño (potok), Izorian

Główne dopływy Ria de Bilbao (Nervión-Ibaizabal):
- prawe: Asua, Gobelas
- lewe: Cadagua, Galino

## Etymologia i kontrowersje
Pomimo obecnie używanej hiszpańskiej nazwy Nervión, pochodzącej od rzymskiego cesarza Nerwy, tradycyjna baskijska nazwa odcinka od Basauri do ujścia to Ibaizabal, co w języku baskijskim oznacza szeroką rzekę. Ta nazwa ujściowego odcinka była w użyciu od XI do XX w. Dane hydrologiczne i geologiczne zdają się potwierdzać, iż główną rzeką nie jest Nervión, lecz Ibaizabal. W związku z tym występują różnice w ocenie długości rzeki oraz powierzchni jej dorzecza. Powierzchnia dorzecza samej rzeki Nervión wynosi około 530 km², natomiast powierzchnia dorzecza całego systemu z rzeką Ibaizabal oraz rzekami uchodzącymi do Ria de Bilbao wynosi około 1900 km².

## Historia i ekonomia
Od czasów antycznych dolina i miasto Orduña pełniły rolę łącznika pomiędzy centralną a północną częścią Półwyspu Iberyjskiego. W średniowieczu biegła tędy granica pomiędzy prowincją Vizcaya a powiatami Kastylii. W mieście Orduña znajdował się punkt poboru opłat (myto). Przez wieki Nervión pełnił ważną rolę korytarza komunikacyjnego łączącego Kraj Basków z resztą Hiszpanii. Jednocześnie wzrosła rola położonego przy ujściu miasta Bilbao. Ze względu na wzrost wydobycia rud żelaza w Górach Kantabryjskich miasto stało się wkrótce największym portem północnej Hiszpanii, gdzie przeładowywano rudę żelaza, węgiel, koks i wyroby przemysłu ciężkiego oraz chemicznego. Coraz większe zastosowanie stali spowodowało budowę wzdłuż rzeki kilku zakładów hutniczych, z których pierwszy w Barakaldo zainaugurował swoją działalność w 1854 r. W taki sposób wzrosła jeszcze bardziej rola komunikacyjna, co doprowadziło w 1863 r. do wybudowania wzdłuż rzeki linii kolejowej.

## Środowisko

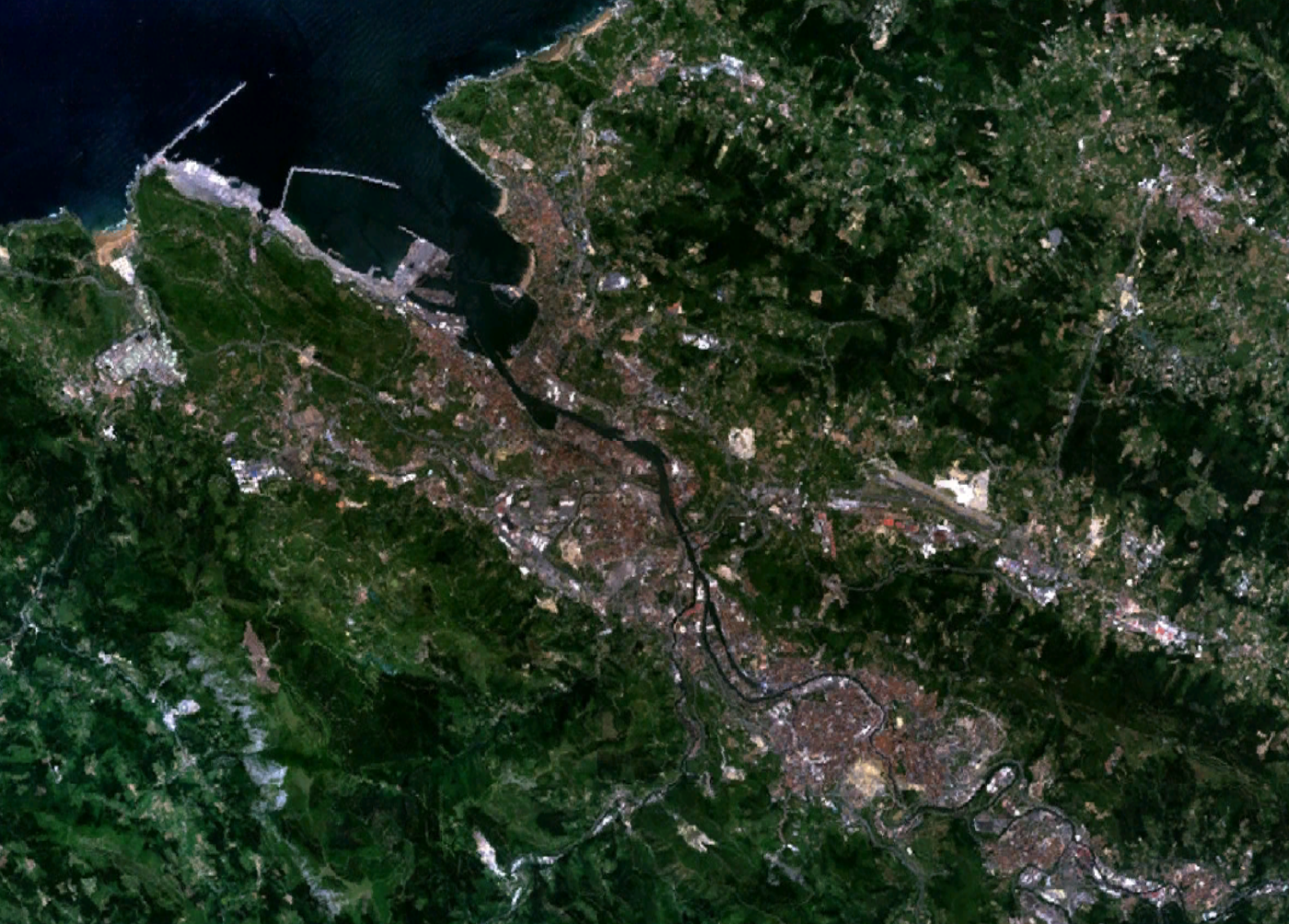
Wielkie Bilbao

Po wielu latach oddziaływania przemysłu ciężkiego wody rzeki, zwłaszcza na odcinku ostatnich 25 km stały się ekologicznie martwe. Poziom zawartości tlenu w wodzie był o 20% niższy od normy. Wraz z upadkiem przemysłu ciężkiego związanego głównie z zaniechaniem wydobycia rud żelaza oraz wysokimi kosztami produkcji stali rzeka stopniowo ulega samooczyszczeniu. Zmiana sposobu zagospodarowania wspomagana przez władze lokalne od początku lat 90. jest najbardziej widoczna w samym Bilbao, gdzie w miejscu dawnych zakładów przemysłowych powstają nowoczesne biurowce, siedziby banków czy też zaprojektowane przez Franka O. Gehry'ego słynne Muzeum Guggenheima.